# Weserniederung

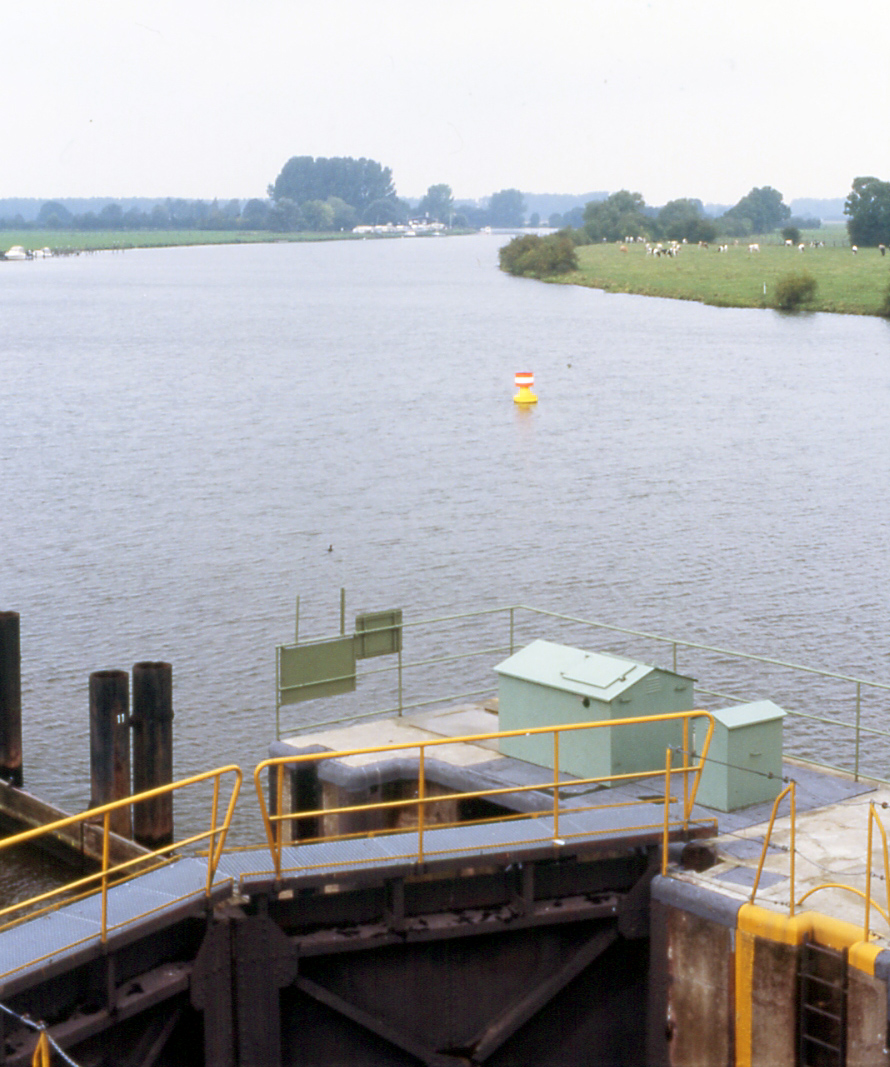
Mittelweser bei Drakenburg

Nördlich der Porta Westfalica fließt die Weser nicht mehr durch ein Tal, sondern durch die breite Weserniederung, bestehend aus Aue- und Terrassenflächen. 

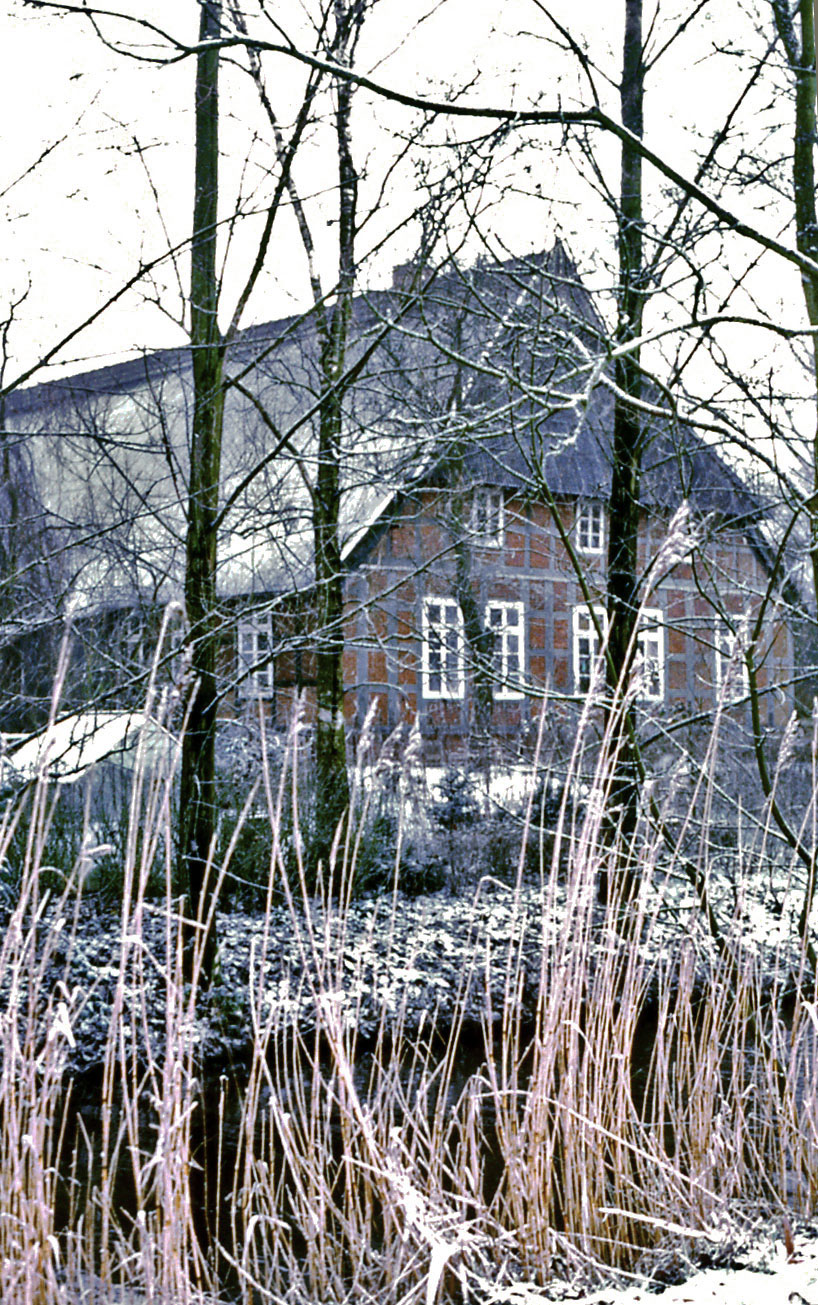
Winter in Stedingen

Teilweise ist diese Niederung von Geestrücken begleitet. Von Langwedel bis an die Lesum ist sie durch einen schmalen Dünenrücken von der Wümmeniederung getrennt, auf dem die Stadt Achim und die älteren Stadtteile von Bremen liegen. An manchen Stellen wie südlich der Allermündung oder in Bremen-Huchting geht die Weserniederung ohne klare Abgrenzung in Moor und Marsch über. Der südliche Teil der Weserniederung gehört zu Nordrhein-Westfalen mit den Städten Minden und Petershagen. Zu letzterem gehört auch Westfalens nördlichster Weserort Schlüsselburg. Nördlich davon passiert die Weser das niedersächsische Stolzenau.
Unterhalb von Hoya erreicht die Weser das von Südosten kommende Breslau-Magdeburg-Bremer Urstromtal. Entsprechend dessen Nordwestrichtung weicht der Rand der Wildeshauser Geest nach Westen zurück und die Weserniederung erweitert sich auf eine Breite von etwa zwanzig Kilometer. Hier gibt es auch Bruchlandschaften. Von Achim bis Bremen-Blumenthal misst die Breite etwa zehn Kilometer. In den breiten Abschnitten der Niederung besteht der Boden nicht überall aus Flusssedimenten oder Moor, sondern ist streckenweise auch sandig. Diese Sandflächen auf Niederungsniveau werden auch als Vorgeest bezeichnet, sind allerdings durch einen moorigen Streifen vom ansteigenden Geestrand getrennt. Die größten sind die Schwarmer Heide und die Thedinghäuser Vorgeest. Flussabwärts von Bremen erstreckt sich wesernah das Marschland von Stedingen. Vom nordwestlichen Geestrand wird es durch einen breiten, heutzutage weitgehend kultivierten Moorstreifen getrennt. 
Der östliche Rand der Weserniederung liegt von der Allermündung bei Verden bis Bremen-Rönnebeck weniger weit vom Fluss. In Bremen trennt südlich der Lesum die Bremer Düne die Weserniederung von der Wümmeniederung. Nördlich der Lesum bildet die Osterholzer Geest bei Bremen-Vegesack ein Steilufer. 
Im nördlichen Teil geht die Weserniederung in die Küstenmarschen über. Nordwestlich der Huntemündung gibt es keine natürliche Erhebung zwischen Weser und Jadebusen. Die Meereshöhe dieser aus Stadland und Butjadingen bestehenden Halbinsel liegt zwischen 0,8 Meter unter NN und 1,2 Meter über NN (eine Stelle am „Hals“ des Jadebusens 2 Meter). Einen Geestrücken gibt es erst jenseits des Jadebusens, die Friesische Wehde. Auf der Ostseite der Unterweser weicht nördlich von Neuenkirchen der Rand der Osterholzer Geest sechs bis zehn Kilometer vom Fluss ab. Das Marschland heißt hier Osterstade.

## Gebietskörperschaften
Politisch teilen sich folgende Gebietskörperschaften die Weserniederung, die bis auf den Kreis Minden-Lübbecke und die Stadt Bremen zum Land Niedersachsen gehören:
- Kreis Minden-Lübbecke (Nordrhein-Westfalen)
- Landkreis Nienburg
- Landkreis Verden
- Landkreis Diepholz
- die kreisfreie Stadt Delmenhorst
- Freie Hansestadt Bremen
- Landkreis Wesermarsch